# کیرن انرژی
کیرن انرژی (انگلیسی: Cairn Energy) شرکت اکتشاف و تولید نفت اسکاتلندی است، که در سال ۱۹۸۱ تأسیس شد.